# Dolina Marny
Dolina Marny (fr. Val-de-Marne, wymowaⓘ [valdəˈmaʀn]) – francuski departament położony w regionie Île-de-France, w południowo-wschodniej części aglomeracji paryskiej. Departament oznaczony jest liczbą 94. Został utworzony 1 stycznia 1968 roku. Ośrodkiem administracyjnym (prefekturą) departamentu jest Créteil.
Według danych na rok 2012 liczba zamieszkującej departament ludności wynosi 1 327 732 os. (5 419 os./km²); powierzchnia departamentu to 245 km².
Liczba okręgów (arrondissements) – 3, kantonów – 49, gmin – 47 (lista).

## Miejscowości
Miejscowości departamentu (w nawiasach liczba ludności w 2021 roku):

- Vitry-sur-Seine (96 205)
- Créteil (92 989)
- Champigny-sur-Marne (77 724)
- Saint-Maur-des-Fossés (75 441)
- Ivry-sur-Seine (64 001)
- Maisons-Alfort (58 068)
- Villejuif (57 753)
- Fontenay-sous-Bois (51 812)
- Vincennes (48 798)
- Choisy-le-Roi (46 129)
- Alfortville (45 046)
- Villeneuve-Saint-Georges (35 492)
- Le Perreux-sur-Marne (34 213)
- Nogent-sur-Marne (33 472)
- L’Haÿ-les-Roses (31 392)
- Thiais (31 097)
- Villiers-sur-Marne (30 669)
- Cachan (30 592)
- Charenton-le-Pont (29 445)
- Fresnes (28 780)
- Limeil-Brévannes (27 999)
- Sucy-en-Brie (27 622)
- Orly (24 482)
- Le Kremlin-Bicêtre (24 380)
- Arcueil (21 557)
- Saint-Mandé (21 195)
- Villeneuve-le-Roi (21 129)
- Joinville-le-Pont (20 413)
- Chevilly-Larue (20 326)
- Le Plessis-Trévise (20 218)
- Gentilly (19 048)
- Bonneuil-sur-Marne (18 750)
- Chennevières-sur-Marne (18 367)
- Boissy-Saint-Léger (17 570)
- Bry-sur-Marne (17 400)
- Saint-Maurice (14 603)
- Valenton (14 482)
- La Queue-en-Brie (12 081)
- Villecresnes (11 642)
- Ormesson-sur-Marne (10 540)
- Ablon-sur-Seine (5946)
- Rungis (5647)
- Mandres-les-Roses (4825)
- Marolles-en-Brie (4689)
- Noiseau (4610)
- Santeny (4003)
- Périgny (2725)